# Windows 10
« Windows 9 » redirige ici. Ne pas confondre avec Windows 9x.
Windows 10 est un système d'exploitation de la famille Windows NT développé par la société américaine Microsoft. Officiellement présenté le 30 septembre 2014, il est disponible publiquement depuis le 29 juillet 2015. Bien que le système s'appelle Windows 10, il s'agit de la version NT 6.4 pour les versions jusqu’à la « Technical Preview », la première version de Windows NT 6 étant Windows Vista. Windows 10 est ainsi une ultime version de Windows NT 6.0 ; néanmoins, depuis la version finale, il porte bel et bien le numéro interne 10 en lieu et place de 6.4. Il est le successeur de Windows 8.1.
À la conférence Build 2015 qui s'est déroulée du 29 avril au 1er mai à San Francisco, Microsoft a annoncé que le remplaçant d'Internet Explorer, connu jusqu'alors sous le nom de Project Spartan, s'appellerait Microsoft Edge. De plus, Microsoft a donné de nombreux détails sur la création d'applications pour Windows 10 qui seront disponibles sur PC, smartphones et tablettes (notamment la Surface Hub), ainsi que sur les consoles Xbox One et sur le casque de réalité augmentée Microsoft HoloLens. Les applications développées pour Windows 10 s'appellent désormais « Universal Windows Apps » (UWP).
Une déclinaison adaptée à un usage nomade, Windows 10 Mobile, est également disponible pour les smartphones, tablettes et autres appareils mobiles à processeurs ARM et dont l'écran fait moins de huit pouces. Les tablettes et hybrides de plus de huit pouces ont obligatoirement une architecture 32 bits ou 64 bits et exécutent Windows 10 pour PC.
Pour la première fois depuis sa création en 1985, Windows est proposé sur une clé USB lors de l'achat.
Afin d'inciter les utilisateurs à migrer rapidement leurs ordinateurs vers ce nouveau système d'exploitation, un programme publicitaire (GWX.exe), disponible à travers la mise à jour KB3035583 depuis le 1er juin 2015, est placé dans la zone de notification pour les éditions Pro et Famille (sauf Entreprise) des systèmes Windows 7, Windows 8 et Windows 8.1. De plus, ce programme ouvre régulièrement des fenêtres voire force la mise à niveau sans le consentement de l'utilisateur, et retirer ce programme requiert certaines compétences. Cette offre gratuite était valable jusqu'au 29 juillet 2016 à 0 h (heure française). Cependant, malgré ce qui était annoncé, la mise à niveau vers Windows 10 reste encore aujourd'hui gratuite pour les utilisateurs ayant une ancienne licence Windows.
Microsoft met à disposition des utilisateurs un site web récapitulant l'historique des mises à jour de Windows 10.
La fin du support de Windows 10 est prévue pour le 14 octobre 2025. Son successeur, Windows 11, est disponible depuis le 5 octobre 2021.

## Développement

### ProjetThreshold
En décembre 2013, ZDNet rapporte que Microsoft travaille sur une mise à jour pour Windows 8 dont le nom de code est Threshold (signifiant « seuil » en anglais, d’après le nom d’une planète dans la franchise Halo de la série de jeux vidéo de science-fiction militaire de Microsoft Studios). Cette mise à jour serait alors prévue pour le deuxième trimestre de 2015. Threshold a pour but de créer une plate-forme unifiée et des outils de développement pour les systèmes Windows, Windows Phone et la console Xbox One (qui utilisent un noyau Windows NT similaire).

### Origine du nom
Lors de la présentation officielle de Windows 10, Terry Myerson ne donna pas de réelle explication concernant le passage de 8 à 10 excepté le fait que l'approche du nouveau produit est fondamentalement différente de ce qui existait alors et qu'il fallait insister sur ce fait, ce qu'un nom comme Windows 9 n'aurait pas permis. Il plaisanta également sur le fait qu'il n'était malheureusement pas possible de l'appeler Windows 1 (en référence également aux produits récents OneNote, Xbox One ou encore OneDrive et citant le tweet d'un utilisateur français nommé Cryonid disant « Après OneDrive et la Xbox One, Windows One ? » qui a été supprimé depuis,,) étant donné que celui-ci avait déjà été conçu par des gens très talentueux (c'est-à-dire Bill Gates, qui est affiché à l'écran tenant la disquette de Windows 1),.

### Annonce
Le projet Threshold est officiellement annoncé le 30 septembre 2014 lors d’une conférence de presse, sous le nom de Windows 10. Terry Myerson explique simplement que le nom « Windows 9 » ne convenait pas, car il s’agit d’une approche globale de Windows complètement différente.
Windows 10 est annoncée comme étant la « plate-forme la plus complète de tous les temps » en proposant un service unique, une plate-forme unifiée pour les ordinateurs de bureau, les ordinateurs portables, les tablettes, les smartphones et les appareils tout-en-un. Myerson souligne que Windows 10 reprendra les principes de l’interface utilisateur de Windows 7 afin de s’adapter aux utilisateurs qui n’ont pas recours à l’écran tactile, en réaction aux critiques des utilisateurs de Windows 8 utilisant le clavier et la souris. En particulier, le menu Démarrer reprend son apparence de Windows 7, légèrement modifiée pour intégrer les tuiles issues de l'interface Metro de Windows 8. Toutefois, l’interface tactile évolue elle aussi sur Windows 10.
La sortie du système est alors prévue pour mi-2015.

### Préversions publiques
Lors de cet événement Microsoft annonce que le public aura accès à des versions de développement de Windows 10, et ce, dès le lendemain de la conférence (soit le 1er octobre 2014). Ce programme porte le nom de Windows Insider : les personnes testant Windows 10 sont invitées à donner leur avis sous forme de commentaires afin d’améliorer le système. Ce programme est testé par un million d’utilisateurs, deux semaines après sa sortie. Durant toute la période de développement Microsoft ajoutera les diverses fonctionnalités prévues et résoudra les bugs grâce aux commentaires des bêta-testeurs, Windows 10 se montre ainsi de plus en plus rapide et stable.
Ceux qui testent les versions Insider Preview (anciennement Technical Preview) de Windows 10 peuvent choisir la fréquence des mises à jour. Les utilisateurs de Windows 10 peuvent bénéficier de toutes les mises à jour avec le canal « Fast » (rapide), dont les versions comportent plus de bugs et sont moins stables. Ils peuvent toutefois opter pour le canal « Slow » (lent), dont les versions sont moins buguées et dont le cycle de réception des mises à jour devient plus lent, mais aussi le canal « Release Preview » qui permet de conserver une version stable de Windows 10 tout en accédant aux mises à jour des pilotes et des fonctionnalités avant leur déploiement pour le grand public. Les builds sont prévues pour fonctionner jusqu'à une date d'expiration au-delà de laquelle l'utilisateur devra passer sur une build plus récente au risque de ne plus voir son système démarrer.
La configuration minimale pour la « Technical Preview » ne change guère par rapport à Windows 8 :
- processeur : 1 GHz ou supérieur avec prise en charge de PAE, NX et SSE2 ;
- mémoire : 1 Gio (32 bits) ou 2 Gio (64 bits) ;
- disque dur : 16 Gio (32 bits) ou 20 Gio (64 bits) ;

- carte graphique : périphérique graphique Microsoft DirectX 9 avec pilote WDDM.

Microsoft a cependant ajouté la prise en charge des instructions PAE, NX et SSE2, qui étaient déjà requises dans Windows 8.1. Ces instructions sont présentes dans les processeurs depuis plus de dix ans.
À partir du 29 avril 2015, Microsoft change le nom des versions bêta de Windows 10, pour rendre hommage à la communauté « Windows Insider », les bêta-testeurs du système : le terme Technical Preview est remplacé par Insider Preview. Cependant, après la sortie de la première version stable de Windows 10, le programme Insider continue son existence et permet toujours d'accéder aux nouvelles préversions du système d'exploitation de Microsoft, qui sont déployées avant leur sortie en version finale pour les utilisateurs des versions stables.
En 2020, Microsoft annonce des changements de nom pour les différents canaux du programme Windows Insider : les canaux rapides et lents sont remplacés par les canaux Bêta et Dev (versions en cours de développement). Quelques mois plus tard, le canal Release Preview fut renommé en canal Préversion.

## Nouveautés
Cette version de Windows est la première qui soit officiellement la même sur toutes les plates-formes (ordinateur de bureau, ordinateur portable, tablette tactile, smartphone, montre connectée, Xbox One) bien qu’il s’agisse d’une version modifiée du Windows NT original.
Parmi les nouveaux paramètres, il y a la présence de Battery Saver et Datasense. Battery Saver permet de gérer les paramètres de passage de l’ordinateur en mode « économie de batterie » sur les PC portables. Datasense donne une visibilité sur les réseaux WiFi et mobile.
La barre Charms a été remaniée dans les diverses applications de Windows 10. Microsoft apporte également la prise en charge de nouvelles gestuelles. Une importante modification est apportée dans la gestion de OneDrive : il est désormais possible d’avoir des dossiers « intelligents » qui mettent à jour leur contenu avec le nuage.
Microsoft a déclaré que c'est la dernière « grande » version disponible sur support physique et que les mises à jour suivantes seront disponibles gratuitement en OTA (via Internet) en tant que « service packs » nommés Windows 10.x.x. Le 10 novembre 2015, Microsoft a lancé Threshold 2, la première mise à jour de fonctionnalité pour Windows 10, version 1511, build 10586. Il contient de nouvelles fonctions, mais la communauté a eu du mal à supporter la mise à jour. Il désinstallerait les applications sans le consentement de l'utilisateur, mais Microsoft n'a encore rien déclaré.
Le centre de notifications permet de personnaliser plus finement les alertes, pour éviter une multitude d’alertes par seconde dérangeante.
Contacts permet actuellement d’enregistrer vos contacts sur votre ordinateur plus facilement pour un usage ultérieur simplifié.
Une autre nouvelle fonctionnalité est Windows Hello, qui permet de sécuriser son compte par reconnaissance des empreintes digitales, biométrique, par code confidentiel ou avec une photo (fonctionnalité déjà introduite sur Windows 8).

### Bureau et interface utilisateur

#### Menu Démarrer
Windows 10 dispose d'un nouveau thème graphique ainsi que le retour du Menu démarrer de Windows 7. Il avait été réaménagé pour intégrer les tuiles plus discrètes et harmonisées de l’interface Modern UI de Windows 8. Dans le cas d’un appareil où l’écran est petit (smartphone par exemple), le Menu Démarrer sera en mode « Modern UI » comme sur Windows 8. Le mode tablette, activable via le centre des notifications, affichera le Menu Démarrer en plein écran tel celui présent sur Windows 8.1 avec quelques améliorations et modifications en gardant le style Modern UI. De plus, à l'instar du Whisker Menu, ce nouveau menu peut être redimensionné manuellement avec un glisser-déposer du coin supérieur droit ; contrairement au premier, le coin n'a pas de repère visuel, ce qui rend cette nouvelle fonction moins intuitive. Il sera toujours possible de rétablir l'écran d'accueil de Windows 8.1 via la nouvelle application Paramètres.

#### Autres évolutions de l'interface utilisateur
Un centre de notifications est maintenant présent dans la zone de notifications, le système y regroupe tous les messages adressés à l'utilisateur.
Le « snap mode » intégré depuis Windows 7, qui permet de répartir simplement des fenêtres sur le bord de l’écran est amélioré, il peut diviser l'écran jusqu'à quatre zones, contre deux auparavant.
Cette mise à jour inclut aussi les bureaux virtuels comme dans les systèmes d’exploitation MacOS ainsi que certains systèmes GNU et BSD. Elle comprend aussi la reconnaissance de gestes. Comme le proposent Synaptics ou Apple, il est possible d’utiliser le multi-touch pour réaliser des actions, comme balayer le pavé tactile d’un mouvement vers le bas avec trois doigts pour réduire l’ensemble des fenêtres actives, ou le mouvement contraire pour les restaurer.
Depuis 2017, Microsoft fait évoluer l'interface utilisateur de Windows 10 et de ses applications à travers une nouvelle charte graphique répondant au nom de Fluent design, qui se caractérise par des animations système plus fluides ou de nouvelles icônes (qui sont déployées depuis 2019).
Les projets d'évolution de l'interface de Windows 10 ne s'arrêtent pas là : en 2020, Microsoft a annoncé une refonte totale de l'interface du système, répondant au nom de code de « Sun Valley » et qui sera mise en place au second semestre de 2021 avec la prochaine version de l'OS, Windows 11.

### Logiciels et services

Logo de Cortana, l'assistant virtuel de Windows 10.

Cortana est un assistant personnel virtuel intégré au bureau, à l’instar de Siri sur iPhone. C'est la première fois qu'un assistant personnel virtuel est intégré au sein d'un système d'exploitation pour ordinateurs chez Microsoft. Il est capable d’activer des rappels dans le calendrier, d’écrire un e-mail, de contacter une personne via Skype, de lancer une application tierce, et plus généralement de rechercher sur l’ordinateur et sur le Web grâce à Bing. Cortana peut aussi intégrer des actions directement tirées d'applications tierces. Par exemple : « Cortana, envoie le message « je suis en retard » à Bob en utilisant Viber ».
Dans le cas où l’on voudra utiliser Cortana, il faudra activer des options de télémétrie pour son bon fonctionnement.
L'assistant n'aura jamais su convaincre les utilisateurs et les développeurs, conduisant Microsoft à mettre progressivement un terme au développement de Cortana, avec la séparation de l'assistant et de la barre de recherche dans la mise à jour de mai 2019, puis avec la disponibilité de Cortana sous la forme d'une application séparée du système qui sera disponible sur le Microsoft Store pour les utilisateurs de la mise à jour de mai 2020 du système.
Windows 10 dispose des nouveaux logiciels Films & TV et Groove Music qui permettent de visionner des films en VAD ou localement et d'écouter de la musique.
Un logiciel de messagerie et de discussion instantanée est pré-installé, et comprend un accès direct à Skype. Les SMS arriveront directement dans cette application pour les téléphones sous Windows 10 Mobile.
Internet Explorer laisse sa place au nouveau navigateur web de Microsoft, Edge. Cependant, l'ancien navigateur reste disponible malgré ses nombreuses failles de sécurité et sa compatibilité avec ActiveX.
Les logiciels du pack bureautique Microsoft Office bénéficient d’adaptations afin d’améliorer l’ergonomie sur les tablettes et smartphones.
Le Windows Media Center se voit retiré pour laisser place à trois applications : Photos, Films et TV, et Groove Musique. Cependant, le Lecteur Windows Media reste toujours disponible.
La fonction Dynamic Lock, permet de verrouiller l'ordinateur en l'absence de son utilisateur. Pour cela, l'ordinateur se connecte au smartphone Android ou iOS via le Bluetooth, et verrouille le PC quand le mobile s'éloigne de l'ordinateur.

### Média et divertissement
Windows 10 dispose de DirectX 12. Tous les développeurs sont invités à rejoindre le programme « Windows Insider » pour travailler sur les versions de développement de l'OS. Il est déjà certain que le studio Epic Games (les développeurs de l’Unreal Engine) fait partie de l’équipe.
Pour le moment le SLI n'est pas supporté par DirectX 12, si vous disposez d'un SLI, Windows utilisera DirectX 11.
Les formats MKV, FLAC et HEVC sont pris en charge et pourront être ouverts grâce au Lecteur Windows Media.
Une nouvelle application Xbox succède à Xbox SmartGlass ; la bibliothèque de jeux vidéo d’un utilisateur est à la fois disponible sur ordinateur et sur console. Game DVR est activable sur ordinateur grâce à un raccourci clavier et permet à un joueur de sauvegarder un enregistrement des 30 dernières secondes de jeu, afin de publier la vidéo sur Xbox Live, OneDrive, etc. D’autre part, il sera possible de jouer à un jeu Xbox en streaming sur un appareil Windows 10 (ordinateur, tablette ou smartphone, par exemple) depuis la Xbox One ou Series.
Les jeux Solitaire, Démineur, Dame de Pique ainsi que Candy Crush Saga seront pré-installés sur Windows 10 sous forme applicative et pourront être désinstallés par l'utilisateur.

### Microsoft Edge
Le 29 janvier 2015, Microsoft a révélé lors de sa conférence une partie du navigateur Web sous le nom de code Spartan, précisant que celui-ci serait compatible également avec les smartphones, les tablettes et les PC sous Windows 10. Dans sa conférence Build du 29 avril 2015, Microsoft a annoncé le nom de ce navigateur : Microsoft Edge ; c'est le navigateur par défaut de Windows 10. Cependant, Internet Explorer reste utilisable, notamment pour sa compatibilité avec ActiveX, et ce malgré ses nombreuses lacunes de sécurité.

Ancien logo de Microsoft Edge (2015-2019)

Au mois de juin 2019, Microsoft annonce la mise au rebut de l'ancienne version pour laisser la place à une version supportée par le projet Chromium (à qui l'on doit notamment Google Chrome), qui aura le droit à plus de mises à jour et de nouveautés comparé à la version avec le moteur de rendu EdgeHTML, étant donné que son code source sert également au développement de Chrome OS (qui bénéficiera aussi des derniers ajouts proposés par la firme américaine). Cette version est progressivement déployée sur toutes les machines sous Windows 10 depuis le 14 janvier 2020 (et installée par défaut sur les machines sous Windows 10 exécutant la version 20H2 d'octobre 2020 ou plus récente), et fut désormais compatible avec macOS, iOS, iPadOS, Android, Linux, et les anciennes versions de Windows (7 et 8.1), bien que son installation peut être faite automatiquement à travers une mise à jour du système via Windows Update ou en téléchargement manuel.
Au mois de février 2020, Microsoft a annoncé la fin de la prise en charge de la version « Legacy » de son navigateur qui sera effective à partir du mois d'avril 2021.

### Microsoft HoloLens
Windows 10 est la plate-forme permettant de développer des applications pour le casque à réalité augmentée Microsoft HoloLens.

### ProjetsIslandwoodet Astoria
Ces deux projets de Microsoft sont des extensions de Windows 10 permettant d'exécuter des applications iOS (Islandwood) et Android (Astoria) mais les entreprises jugent cela très invasif sur le marché. Le 26 février 2016, Microsoft annonce que le projet Astoria est abandonné mais que le projet Islandwood continue d'être développé.

### Sous-système Windows pour Linux (WSL)

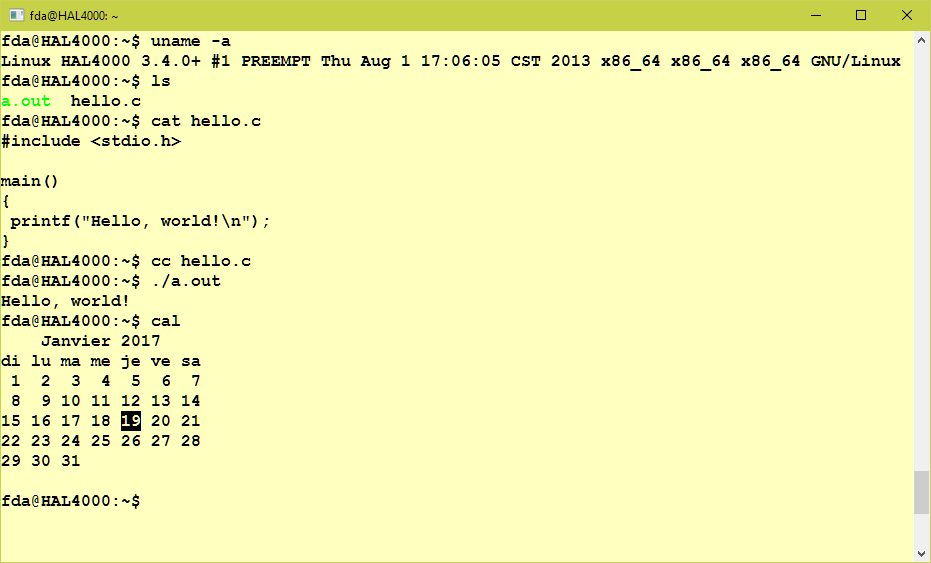
Exemple de session texte Linux dans une fenêtre bash sous Windows 10 (le compilateur gcc a été installé au préalable).

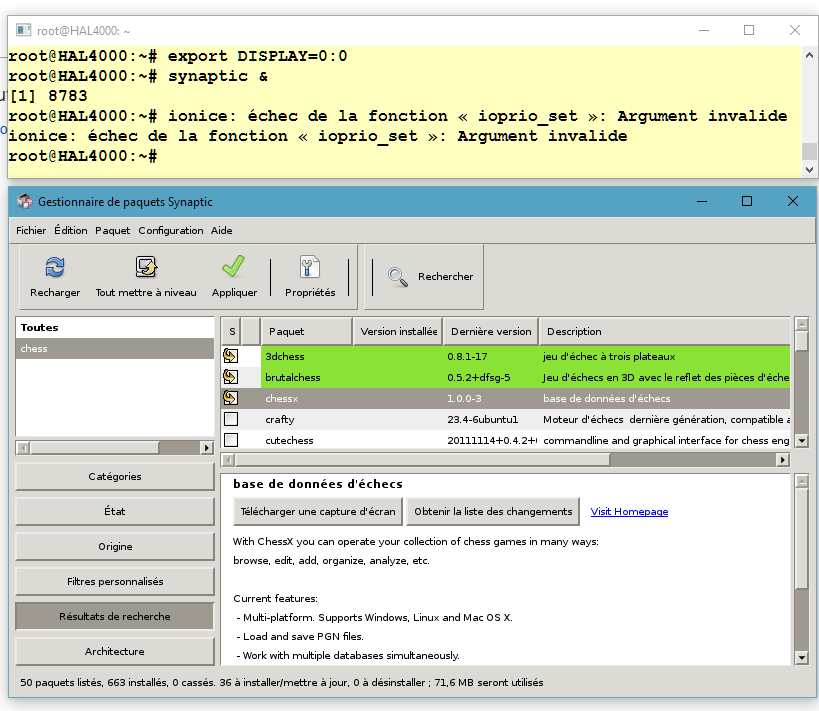
Le gestionnaire de paquets de Synaptic utilisé depuis bash sous Windows 10 avec un serveur X tiers (ici, Xming). La fenêtre du haut est celle du bash sous Windows. Celle du bas est affichée sous Windows par le serveur Xming.

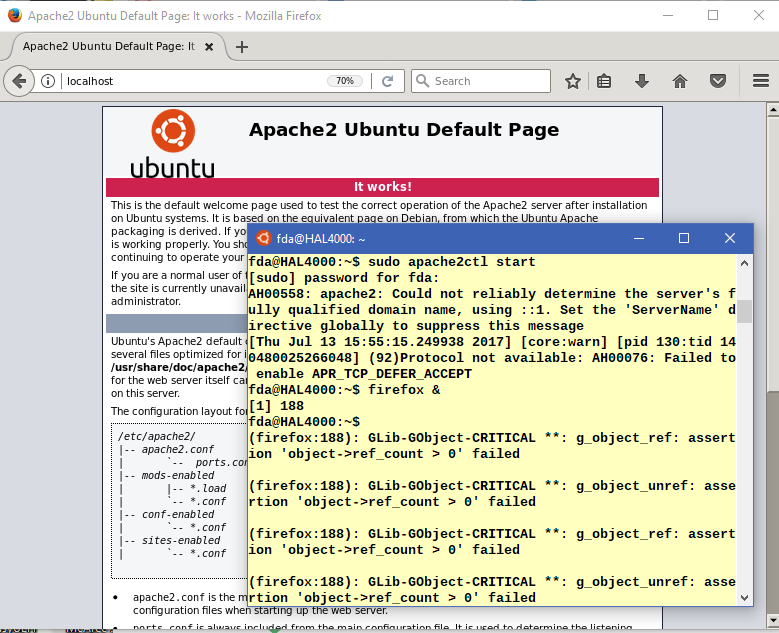
Apache2, une fois installé par la procédure normale sous Linux, fonctionne sous le WSL, avec la version Linux du navigateur Web Mozilla Firefox.

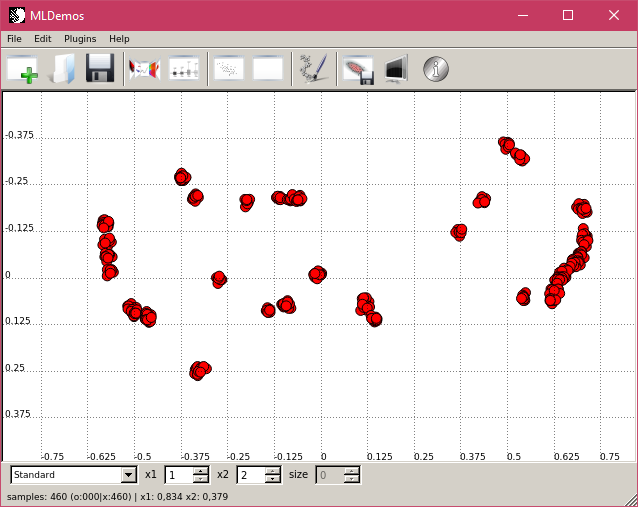
Avec un serveur X sous Windows, de nombreuses applications graphiques d'Ubuntu sont utilisables (ici, les démos d'apprentissage automatique mldemos du dépôt Universe sur Ubuntu).

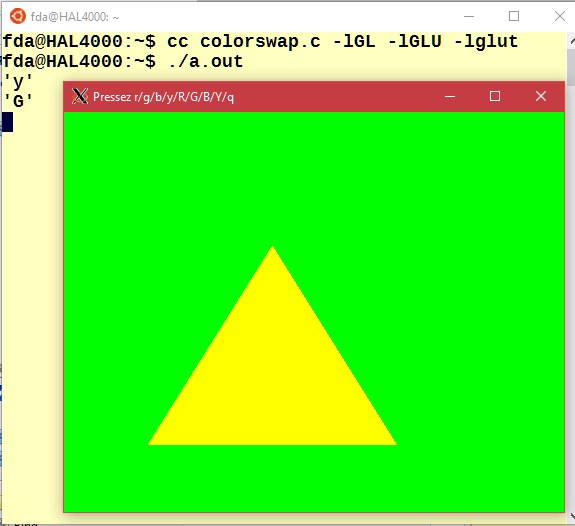
OpenGL sous Windows 10 : le programme interactif colorswap.c illustrant l'article OpenGL de Wikipédia s'exécute sans problème en WSL faisant appel un serveur X sous Windows, ici Xming.

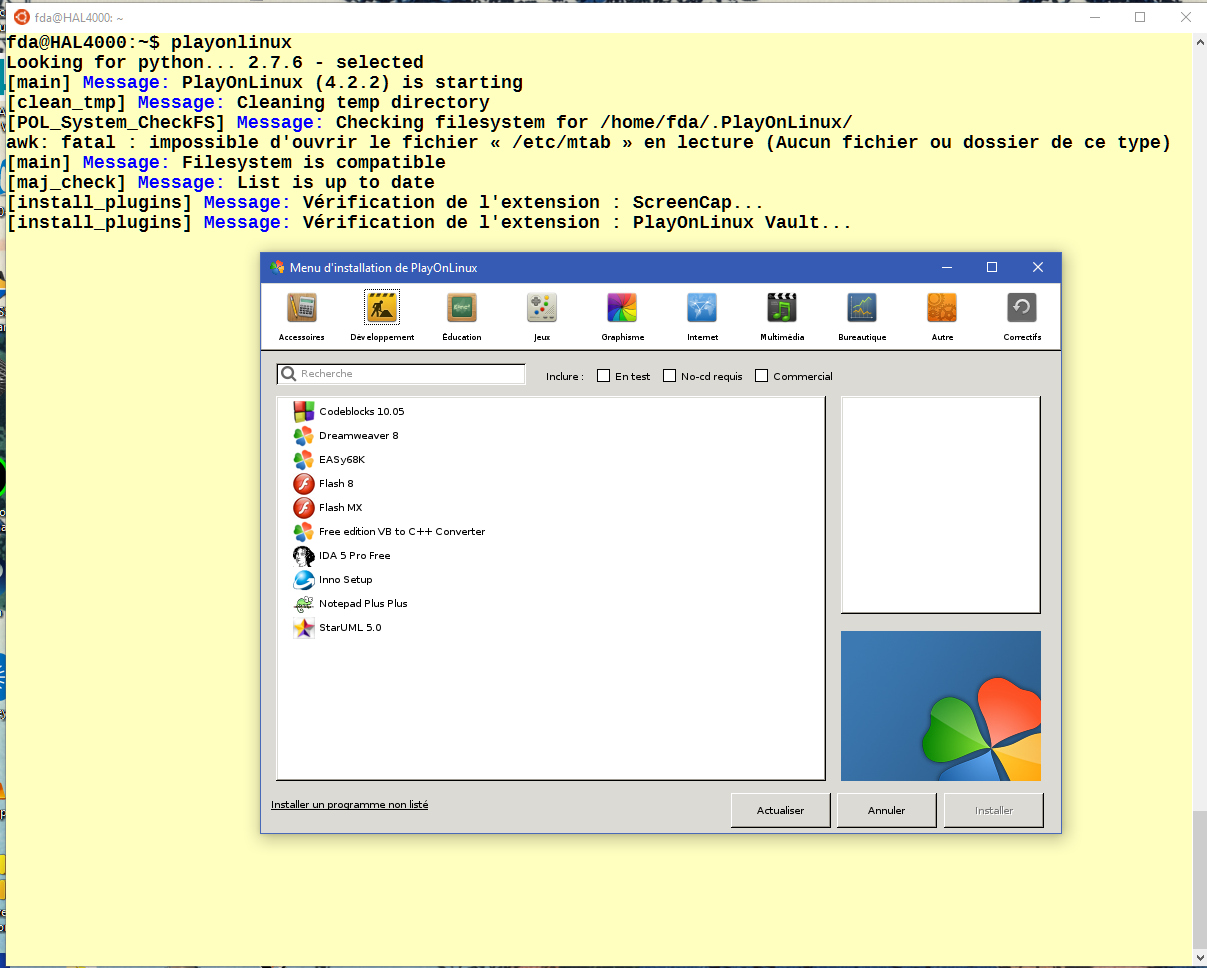
Même le programme Play on Linux permettant d'utiliser des programmes Windows depuis Linux peut être utilisé dans le WSL.

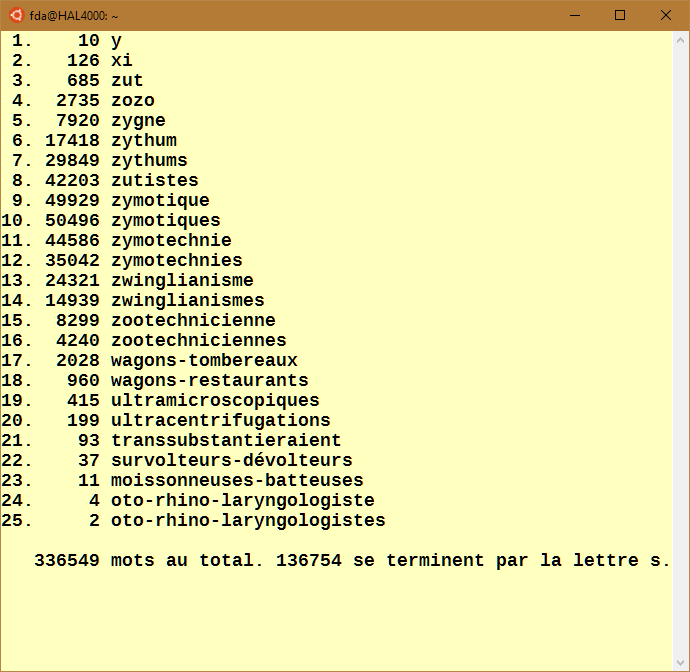
Exécution dans WSL d'une variante du programme indiqué dans l'article Curses de Wikipédia.

Depuis la version 14393 (mise à jour d'anniversaire de 2016), Windows 10 inclut un nouveau sous-système co-développé par Microsoft et Canonical (développeurs d'Ubuntu), dans le but d'exécuter des applications Linux sur Windows. Cette fonction, nommée Windows Subsystem for Linux ou WSL, disponible en bêta dès janvier 2017, était alors activable via le panneau de configuration. Elle est depuis juillet 2017 installable depuis le Windows Store, avec annonce de support complet de Microsoft. Elle donne accès sous Windows aux milliers d'applications Open source des dépôts Ubuntu et aux outils permettant de les modifier, recompiler et exécuter (éditeurs, interpréteurs, compilateurs, bibliothèques, documentation…). Ce système évite de devoir rebooter pour passer sous Linux, opération devenue encore plus contraignante depuis UEFI et le Secure Boot. Les pertes de performance et de fonctionnalités en passant par une machine virtuelle sous Windows sont évitées également. La deuxième version du WSL, réécrite avec la version May 2020 Update (2004), est présentée comme plus performante encore.
Le succès de cette option a fait remonter de façon significative le nombre d'installations Linux recensées. On ignorait en septembre 2017 s'il s'agisait d'une tendance ou d'un effet de nouveauté. En 2020, la tendance est fortement confirmée et le WSL semble une innovation gagnante pour Canonical et Microsoft.
Support de X : WSL n'exécute pas encore nativement d'applications graphiques faute de serveur X intégré, mais l'utilisateur peut en installer un sur son poste (ou n'importe où ailleurs dans son réseau) tels les serveurs X sous Windows Xming, GWSL ou VcXsrv gratuits. La communication entre WSL (ou tout autre client X du réseau) et ce serveur s'effectue alors normalement par les ports 6000 et 6001. Cela permet entre autres d'installer le gestionnaire de paquets Synaptic, et de là tout le cortège Linux souhaité, si l'on souhaite éviter de saisir des sudo apt install à répétition. Pour le texte ou le développement dans une session X, il faut penser à activer ensuite le clavier français ou autre par lxkeymap dans la session bash.
Serveur Apache2 : Linux servant souvent à héberger une suite LAMP, et parfois des applications comme Mediawiki, cela est également possible dans le WSL.
OpenGL (graphiques animables 3D) sera utilisable en principe si l'on dispose d'un serveur X supportant les extensions dont tel ou tel programme OpenGL a besoin. Celui-ci peut se trouver ou non sur la même machine physique ou virtuelle que Windows.
Support de curses : les programmes utilisant curses (utilisation plein écran du terminal en mode texte) se compilent sans erreur et leur binaire fonctionne soit dans la fenêtre bash de Windows 10, soit dans un xterm que l'on peut ouvrir sur un serveur X lancé sous Windows (ou un autre serveur X d'une machine distante). Un répertoire quelconque de Windows depuis la session Linux s'accède par un lien symbolique : ln -s /mnt/c/Users/Votrenom/Desktop/dossier dossier.
Alternatives à Ubuntu : d'autres distributions Linux sont installables, comme Debian, Kali Linux, OpenSUSE, en remplacement d'Ubuntu pour bénéficier d'autres spécificités.

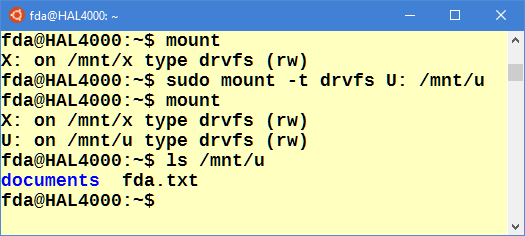
Depuis avril 2017, WSL permet de monter des supports amovibles avec DrvFS.

Dépendance de Windows : on peut remarquer que, comme l'interception du BIOS pour démarrer sur un disque externe, Linux qui devait depuis Windows 8 passer au préalable par une opération sous Windows, est ici également sous le contrôle de Windows 10 au lieu d'être situé simplement en parallèle. Il en résulte une meilleure coordination, mais aussi une dépendance : ne sera accessible sous le Linux de Windows, ou plus exactement le WSL, que ce que Microsoft décidera de rendre — ou de laisser — possible. Par exemple, D-bus n'est pas pris en compte en standard (et donc pas le ripper FLAC sound-juicer non plus), mais quelques manipulations permettent aux passionnés de passer outre et d'installer l'environnement graphique Ubuntu. Microsoft ne donnait pas en janvier 2017 l'autorisation à WSL de voir les contenus amovibles : lecteur de CD-ROM, disques externes USB, éventuelles cartes SD/SDXC. Le 18 avril 2017 est annoncé un moyen de les monter manuellement, mais d'importantes restrictions actuelles d'interopérabilité existantes ne sont pas pour autant annoncées comme corrigées.
La mémoire RAM est elle-même en pool entre Linux et Windows, comme le montre la commande free. Les commandes ps et top ne montrent cependant à WSL que ses propres processus
Release du kernel (simulé) : en janvier 2017, la commande uname -r renvoie une release de Linux indiquée comme 3.4.0+. La vraie release 3.4.0 de Linux date du 20 mai 2012, et en janvier 2017, la release en cours était la 4.9 annoncée le 11 décembre 2016. En juin 2019, sur Windows 1903 build 18362, la même commande renvoie 4.4.0-18362-Microsoft. Cela n'a toutefois que peu ou pas d'incidence pour de l'applicatif à destination d'utilisateurs finaux ; les différences entre ces versions noyaux ne concernent que les programmeurs système développant, par exemple, des pilotes (alors que Windows utilise les siens pour WSL) ou des systèmes de fichiers, et non des applications courantes qui n'utilisent les nouvelles fonctionnalités que quand elles sont présentes. Rappelons que le changement du numéro majeur (ici, 3 ou 4) ne dépend par tradition que du souhait de Linus Torvalds (créateur de Linux), et il est rappelé à chaque changement qu'il n'a aucune signification fonctionnelle particulière. Ne pas confondre non plus avec la release de la distribution Ubuntu (et non du kernel), qui en janvier 2017 est une 14.04.5 LTS (voir illustration ci-contre).

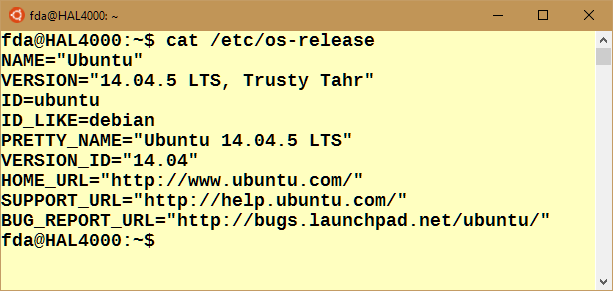
Officiellement, la version d'Ubuntu simulée par WSL est une 14.04 LTS au sous-niveau 5.

Performances : en 2018, la société Phoronix a comparé les performances de WSL à celles des Linux virtualisés sous VirtualBox ou VMware. Ces performances, particulièrement en mode graphique, deviennent proches de celles d'un Linux natif sous le WSL 2. Celui-ci est installable facilement dans la version de mai 2020 de Windows, mais reste distinct de WSL pour permettre la coexistence des deux sous-systèmes avant d'opter ou non pour le nouveau.

## Fonctionnalités supprimées
Si de nombreuses fonctionnalités ont été ajoutées dans cette version de Windows, d'autres ont été supprimées. Windows Media Center est retiré du système (depuis Windows 8), son développement étant abandonné par Microsoft, qui propose à la place le logiciel Windows DVD Player,, disponible à l'achat sur le Microsoft Store. Il en est de même pour la lecture des DVD de façon native. Les lecteurs de disquettes sont finalement supportés à la suite de la demande et des doléances publiques de nombreux testeurs et d'entreprises, à l'annonce par Microsoft de la suppression dans Windows 10. À partir de la mise à jour d'avril 2018 (17134), la fonctionnalité de gestion des groupes résidentiels est supprimée. Par ailleurs, les groupes résidentiels ont totalement disparu dans l'arborescence ainsi que dans le menu contextuel de l'explorateur de fichiers à partir de la version 2004 (mise à jour de mai 2020).

## Support et mode de mise à jour

### Éditions de Windows 10
Windows 10 est disponible en 8 éditions, :
- Windows 10 Famille : destiné au grand public. La mise à niveau vers cette version est actuellement gratuite[110] pour les appareils compatibles (voir le tableau ci-dessous) ;
- Windows 10 Professionnel : destinée aux PME, cette version renforce la sécurité et intègre le service Windows Update for Business (permettant de sélectionner les mises à jour de façon sélective). La mise à niveau vers cette version est également gratuite mais uniquement pour les particuliers équipés d’une version compatible (voir tableau ci-dessous) ;
- Windows 10 Éducation : destiné au secteur de l'enseignement. Cette édition est disponible par le biais de licences en volume académiques ;
- Windows 10 Mobile : destiné aux terminaux mobiles ;
- Windows 10 Entreprise : destiné aux entreprises. Cette version se différencie de la version Pro en y ajoutant des fonctionnalités de sécurité avancée ;
- Windows 10 Mobile Entreprise : destiné aux terminaux mobiles de l'entreprise ;
- Windows 10 IoT Core : destiné aux objets connectés (IoT signifiant Internet of Things, en français Internet des Objets) ;
- Windows 10 Famille Chine : destiné aux utilisateurs de copies illégales de Windows 7 et 8.1 en Chine.

Windows 10 S, qui est une version déclinée de la version Pro, est orienté vers la sécurité : il ne peut installer que des applications issues du Microsoft Store et ne permet d'utiliser que Microsoft Edge comme navigateur Web par défaut. Le mode S peut toutefois être désactivé si l'administrateur de la machine le désire, mais le système prévient que cette action est irréversible.
Windows 10X est une version de Windows 10, présentée lors d'un événement Surface le 2 octobre 2019, principalement orientée vers les appareils dotés d'un double écran comme les Surface Neo et Duo. Néanmoins, seul le Surface Neo dispose de cette version spéciale de l'OS, puisque le Surface Duo fonctionne sous Android avec les services Microsoft installés. Son lancement devait intervenir en 2020, mais il fut d'abord reporté à l'année 2021 en raison de la pandémie de Covid-19, avant d'être prévu pour les ordinateurs classiques, puis annulé pour que Microsoft puisse se concentrer sur le développement de Windows 11.
Le support de Windows 10 Mobile ainsi que celui de son édition Entreprise a cessé au mois de janvier 2020, en même temps que Windows 7. Cela est dû à l'impopularité du système contrairement à ses concurrents que sont iOS et Android.

### Configuration requise
Pour pouvoir exécuter Windows 10, Microsoft recommande les configurations suivantes :
- un processeur d'une fréquence de minimum 1 GHz ;
- 1 Go de mémoire RAM pour un système 32 bits ou 2 Go pour un système 64 bits ;
- 16 Go d'espace disque disponibles pour un système 32 bits ou 32 Go pour un système 64 bits ;
- une carte graphique supportant DirectX (version 9 ou ultérieure avec pilote WDDM 1.0) ;
- un écran : 800 × 600.

Les mini PC d'entrée de gamme, ultra-compacts, silencieux et disponibles à parfois moins de 100 €, licence Windows 10 comprise, sont donc largement éligibles. Cela permet à Microsoft de rester présent dans ce segment face à des OS gratuits comme Android et parfois Linux lui aussi proposé sur de petits PC à faible coût dès 2008.

### Fin des versions 32 bits
Le 14 mai 2020, Microsoft annonce la fin des versions 32 bits de Windows 10 à partir de la version 2004. Néanmoins, les utilisateurs sous cette édition pourront toujours profiter des dernières mises à jour des logiciels et du système, cette mesure ne concernant que les fabricants d'ordinateurs (OEM) qui n'auront plus la possibilité d'installer ces versions, les obligeant à mettre en place des versions en 64 bits uniquement.

### Mise à niveau
La mise à niveau gratuite vers Windows 10 est possible pour tout appareil équipé de Windows 7 et Windows 8.1 en téléchargeant l'outil Media Creation Tool depuis le site de Microsoft. Une mise à niveau payante est également possible via le logiciel GWX.exe (icône en bas à droite de la barre des tâches), par ISO via l'outil Media Creation Tool, ou en utilisant les outils dédiés aux technologies d'assistance. Une fois la mise à niveau effectuée, l’appareil reste sous Windows 10 de façon illimitée, attachant la clé de produit dans le BIOS ou le UEFI à partir de la version 10240, et en l'attachant à un compte Microsoft depuis la version 14393.
Windows RT n’est pas compatible avec Windows 10, cependant, Microsoft a publié une ultime mise à jour pour ce système. Nommée Windows 8.1 RT Update 3, elle offre la possibilité de passer de l'écran d'accueil traditionnel de Windows 8 à un menu Démarrer semblable à celui de Windows 10. C'est malheureusement le seul réel ajout de cette mise à jour qui ne contient pas les nouveautés majeures de Windows 10.
Le 29 juillet 2016, quelques jours avant la sortie de la mise à jour d'anniversaire (1607), Windows 10 devient payant pour les utilisateurs de Windows 7 et Windows 8.1 en raison de la fin de l'offre gratuite d'un an (même s'il est toujours possible de mettre à jour gratuitement en utilisant l'outil de création de média et l'assistant de mise à jour).
| Depuis l’édition                              | Vers l’édition                                                     | Prix                                                                             |
| --------------------------------------------- | ------------------------------------------------------------------ | -------------------------------------------------------------------------------- |
| Windows 7 Édition Starter                     | Windows 10 Famille                                                 | Mise à niveau gratuite avec l'Outil de Mise à Niveau (hors copies non activées). |
| Windows 7 Édition Familiale Basique           | Windows 10 Famille                                                 | Mise à niveau gratuite avec l'Outil de Mise à Niveau (hors copies non activées). |
| Windows 7 Édition Familiale Premium           | Windows 10 Famille                                                 | Mise à niveau gratuite avec l'Outil de Mise à Niveau (hors copies non activées). |
| Windows 8.1                                   | Windows 10 Famille                                                 | Mise à niveau gratuite avec l'Outil de Mise à Niveau (hors copies non activées). |
| Windows 8.1 avec Bing                         | Windows 10 Famille                                                 | Mise à niveau gratuite avec l'Outil de Mise à Niveau (hors copies non activées). |
| Copies illégales de Windows 7 et 8.1 en Chine | Windows 10 Famille Chine                                           | Mise à niveau gratuite avec l'Outil de Mise à Niveau (hors copies non activées). |
| Windows 7 Professionnel                       | Windows 10 Professionnel                                           | Mise à niveau gratuite avec l'Outil de Mise à Niveau (hors copies non activées). |
| Windows 7 Édition Intégrale                   | Windows 10 Professionnel                                           | Mise à niveau gratuite avec l'Outil de Mise à Niveau (hors copies non activées). |
| Windows 8.1 Pro                               | Windows 10 Professionnel                                           | Mise à niveau gratuite avec l'Outil de Mise à Niveau (hors copies non activées). |
| Windows 8.1 avec Media Center                 | Windows 10 Professionnel                                           | Mise à niveau gratuite avec l'Outil de Mise à Niveau (hors copies non activées). |
| Windows 7 Enterprise                          | Windows 10 Enterprise                                              | Mise à niveau gratuite avec l'Outil de Mise à Niveau (hors copies non activées). |
| Windows 8 Entreprise                          | Windows 10 Enterprise                                              | Mise à niveau gratuite avec l'Outil de Mise à Niveau (hors copies non activées). |
| Windows 8.1 Entreprise                        | Windows 10 Enterprise                                              | Mise à niveau gratuite avec l'Outil de Mise à Niveau (hors copies non activées). |
| Windows XP et Vista                           | Non éligible - Mise à niveau payante via le créateur média         | Non éligible - Mise à niveau payante via le créateur média                       |
| Windows RT (8 et 8.1)                         | Non éligible - Mise à niveau alternative vers Windows 8.1 Update 3 | Non éligible - Mise à niveau alternative vers Windows 8.1 Update 3               |

### Support et mises à jour successives
En juillet 2015, Microsoft a donné la date de fin de support pour la première version de Windows 10. Elle sera donc fixée au 9 mai 2017 pour le support classique et au 14 octobre 2025 pour le support étendu. Cependant, Windows 10 sera mis à jour régulièrement et gratuitement, par le biais de nouvelles versions nommées en fonction de la date de déploiement.
| Version                                                                                        | Nom de code | Nom commercial       | Build | Date de sortie   | Support jusqu'au (et état de support par couleur) | Support jusqu'au (et état de support par couleur) | Support jusqu'au (et état de support par couleur) | Support jusqu'au (et état de support par couleur) | Support jusqu'au (et état de support par couleur) |
| Version                                                                                        | Nom de code | Nom commercial       | Build | Date de sortie   | GAC                                               | GAC                                               | LTSC                                              | LTSC                                              | Mobile                                            |
| Version                                                                                        | Nom de code | Nom commercial       | Build | Date de sortie   | Home, Pro                                         | Éducation, Entreprise                             | Enterprise                                        | IoT Enterprise                                    | Mobile                                            |
| ---------------------------------------------------------------------------------------------- | ----------- | -------------------- | ----- | ---------------- | ------------------------------------------------- | ------------------------------------------------- | ------------------------------------------------- | ------------------------------------------------- | ------------------------------------------------- |
| 1507                                                                                           | Threshold 1 | NC                   | 10240 | 29 juillet 2015  | 9 mai 2017                                        | 9 mai 2017                                        | 14 octobre 2025                                   | 14 octobre 2025                                   | NC                                                |
| 1511                                                                                           | Threshold 2 | November Update      | 10586 | 10 novembre 2015 | 10 octobre 2017                                   | 10 avril 2018                                     | NC                                                | NC                                                | 9 janvier 2018                                    |
| 1607                                                                                           | Redstone 1  | Anniversary Update   | 14393 | 2 août 2016      | 10 avril 2018                                     | 9 avril 2019                                      | 13 octobre 2026                                   | 13 octobre 2026                                   | 9 octobre 2018                                    |
| 1703                                                                                           | Redstone 2  | Creators Update      | 15063 | 5 avril 2017     | 9 octobre 2018                                    | 8 octobre 2019                                    | NC                                                | NC                                                | 11 juin 2019                                      |
| 1709                                                                                           | Redstone 3  | Fall Creators Update | 16299 | 17 octobre 2017  | 9 avril 2019                                      | 13 octobre 2020                                   | NC                                                | NC                                                | 10 décembre 2019                                  |
| 1803                                                                                           | Redstone 4  | April 2018 Update    | 17134 | 30 avril 2018    | 12 novembre 2019                                  | 11 mai 2021                                       | NC                                                | NC                                                | NC                                                |
| 1809                                                                                           | Redstone 5  | October 2018 Update  | 17763 | 13 novembre 2018 | 10 novembre 2020                                  | 11 mai 2021                                       | 9 janvier 2029                                    | 9 janvier 2029                                    | NC                                                |
| 1903                                                                                           | 19H1        | May 2019 Update      | 18362 | 21 mai 2019      | 8 décembre 2020                                   | 8 décembre 2020                                   | NC                                                | NC                                                | NC                                                |
| 1909                                                                                           | 19H2        | November 2019 Update | 18363 | 12 novembre 2019 | 11 mai 2021                                       | 10 mai 2022                                       | NC                                                | NC                                                | NC                                                |
| 2004                                                                                           | 20H1        | May 2020 Update      | 19041 | 27 mai 2020      | 14 décembre 2021                                  | 14 décembre 2021                                  | NC                                                | NC                                                | NC                                                |
| 20H2                                                                                           | 20H2        | October 2020 Update  | 19042 | 20 octobre 2020  | 10 mai 2022                                       | 9 mai 2023                                        | NC                                                | NC                                                | NC                                                |
| 21H1                                                                                           | 21H1        | May 2021 Update      | 19043 | 18 mai 2021      | 13 décembre 2022                                  | 13 décembre 2022                                  | NC                                                | NC                                                | NC                                                |
| 21H2                                                                                           | 21H2        | November 2021 Update | 19044 | 16 novembre 2021 | 13 juin 2023                                      | 11 juin 2024                                      | 12 janvier 2027                                   | 13 janvier 2032                                   | NC                                                |
| 22H2                                                                                           | 22H2        | 2022 Update          | 19045 | 18 Octobre 2022  | 14 octobre 2025                                   | 14 octobre 2025                                   | NC                                                | NC                                                | NC                                                |
| - Ancienne version - Ancienne version, supportée - Dernière version - Dernière version avancée |             |                      |       |                  |                                                   |                                                   |                                                   |                                                   |                                                   |
| Notes: 1. 2. 3. 4. 5. 6. 7. 8. 9. 10. 11. 12. 13. 14. 15. 16. 17. 18.                          |             |                      |       |                  |                                                   |                                                   |                                                   |                                                   |                                                   |

Une première mise à jour de fonctionnalités a été distribuée en novembre 2015, la version 1511 de Windows 10.
Lors de sa conférence Build de mars 2016, Microsoft a annoncé l'« Anniversary Update », qui est la version 1607 de Windows 10, distribuée le 2 août 2016.
Lors de sa conférence Build de mars 2017, Microsoft a levé le voile sur Windows 10 Creators Update, une nouvelle version majeure pour le système. C'est la version 1703 de Windows 10, et fut distribuée le 11 avril 2017.
Octobre 2017 voit l'arrivée de la Windows 10 Fall Creators Update, version 1709, offrant des possibilités de gestion de parc hétérogène (y compris dans sa version familiale), de communication avec des téléphones et tablettes Android, et de débuts de réalité virtuelle ou augmentée.
Avril 2018 voit l'arrivée d'une nouvelle mise à jour majeure, version 1803 de Windows 10, apportant une refonte de l'interface du système grâce au « Fluent Design », la gestion des données personnelles enrichie et un nouveau multitâche appelé « Timeline » qui permet de voir l'historique des applications récemment utilisées par l'utilisateur depuis les 30 derniers jours.
Octobre 2018 signe l'arrivée d'une autre mise à jour majeure, la version 1809 de Windows 10 nommée « October 2018 Update ». Elle rajoute l'application Votre téléphone (permettant de synchroniser le téléphone sur l'ordinateur), un thème sombre pour l'explorateur de fichiers et une amélioration du bloc-notes.
En 2019, deux mises à jour majeures pour Windows 10 sont déployées : la mise à jour 1903 (mai 2019) et la 1909 (novembre 2019). La première apporte une évolution du système de mise à jour Windows Update, une nouvelle interface pour la partie recherche, les filtres de couleur, ainsi que la possibilité de modifier les couleurs du curseur. La mise à jour de novembre se concentre sur l'amélioration des performances du système, tout en ajoutant la possibilité d'ajouter des événements de calendrier sur la barre des tâches et une meilleure gestion des notifications.
2020 voit l'arrivée de la mise à jour de mai 2020 de Windows 10, version 2004. Cette mise à jour se focalise surtout sur les bureaux virtuels, la nouvelle version de Cortana, la possibilité d'installer des extensions pour la Game Bar, le mode sans mot de passe et la réinitialisation du système via le cloud. Le 20 octobre de cette même année 2020 marqua l'arrivée de la October 2020 Update de Windows 10 (20H2). Cette mise à jour apporte une refonte des notifications et du menu Démarrer, des icônes adaptatives dans la barre des tâches en fonction des paramétrages des comptes Microsoft ainsi que l'installation automatique par défaut du navigateur Edge sous Chromium.
Le 18 mai 2021, Microsoft déploie la mise à jour de mai 2021 pour Windows 10, version 21H1. Cette mise à jour est focalisée sur la sécurité et l'amélioration de certaines fonctionnalités pour les entreprises.

## Évolution et mises à jour
Le lendemain de la sortie de Windows 10, Microsoft revendique 14 millions d'appareils sur cet OS.
Fin août 2015, Yusuf Mehdi, directeur de la division Windows et terminaux chez Microsoft, communique les résultats de Windows 10 et annonce 75 millions d'appareils passés sous Windows 10.
Au 1er septembre 2015, Windows 10 a vu sa popularité augmenter de 5 %, il n'atteint pas le niveau de Windows 7 en termes d'accueil et d'utilisation.
Deux mois après sa sortie, Windows 10 aurait atteint 10 % de part de marché, avec 100 millions d'appareils à son actif. L'objectif de Microsoft est d'avoir atteint 1 milliard d'appareils sous Windows 10 en 2018.
Mi-novembre 2015, Microsoft déploie la première mise à jour majeure de Windows 10, surnommée Threshold 2 (version 1511, build 10586). Cette mise à jour permet de stabiliser le système, d'améliorer Cortana, le navigateur Edge et certains éléments de l'interface graphique du système d’exploitation.
Fin décembre 2015, Windows 10 a été installé sur 200 millions d'appareils.
En Mars 2016, à l'occasion de la conférence Build de Microsoft, la société américaine communique les chiffres concernant Windows 10 dont le système d’exploitation compte 270 millions d'appareils actifs. Microsoft annonce aussi que la mise à jour Redstone 1 sera disponible dès l’été 2016 ; son nom est « Anniversary update » (version 1607), ce qui correspondrait à un déploiement en fin juillet 2016 à l'occasion de la première année de commercialisation de Windows 10. Cette mise à jour sera gratuite.
Neuf mois après le lancement de Windows 10, Microsoft annonce que le système d’exploitation a franchi le cap des 300 millions d'appareils. La firme s'en félicite mais avertit que la fin de la gratuité approche : à partir du 28 juillet 2016, Windows 10 deviendra payant pour les personnes qui ne sont toujours pas passées au nouveau système d’exploitation.
Mardi 28 juin 2016, Microsoft publie par erreur sur son blog, l'annonce vite retirée puis réinsérée de la disponibilité d'une mise à jour majeure « Anniversary Update » le 2 août 2016. Ceci peut être considéré comme logique pour marquer la première année de Windows 10 et la fin de la gratuité du système d’exploitation. Cette mise à jour majeure contiendra la fonction Continuum, l'interpréteur de commandes Ubuntu, le support des extensions pour Edge et un menu Démarrer remanié. Mardi 2 août 2016, Microsoft déploie sur PC et mobiles la mise à jour anniversaire (nom de code Redstone 1, version 1607, build 14393) pour PC et Mobile. Celui-ci indique que cette mise à jour se déploie par vagues pour ne pas surcharger les serveurs.
À l'occasion de la conférence Worldwide Partner Conference de Toronto, en juillet 2016, Microsoft annonce un système d'abonnement mensuel ou annuel pour Windows 10 Entreprise, et y intègre Windows Defender Advanced Threat Protection, un nouveau service de sécurité. Ces abonnements, optionnels, pourront être distribués via la plate-forme Cloud Solution Provider qui sort à l'automne 2016, les utilisateurs de Windows 10 Pro pouvant migrer vers Windows 10 Entreprise sans même un redémarrage du système selon Microsoft. Les clients peuvent continuer à acquérir des licences par terminal au travers des programmes classiques de licence de l'éditeur.
Quinze mois après avoir annoncé officiellement son objectif d'atteindre un milliard d'appareils d'ici 2018, Microsoft déclare que cet objectif sera atteint mais à plus long terme. Ils ont en effet restructuré la division mobile pour se focaliser plus sur le logiciel.
Microsoft annonce depuis la conférence Ignite qui se déroule à Atlanta que 400 millions d'appareils (PC, Tablette, Smartphone, Console Xbox One, HoloLens et Surface Hubs) sont sur Windows 10. À l'occasion de cette conférence, Microsoft annonce aussi que les membres du programme Insider testant les premières moutures de Windows 10 Redstone 2 pourraient bientôt découvrir une nouvelle fonctionnalité de sécurité pour Edge dont le code est « Barcelona » et le nom de cette application est Windows Defender Application Guard. La fonctionnalité utilise la sécurité basée sur la virtualisation, isolant du code potentiellement malveillant dans des conteneurs pour prévenir sa diffusion au travers des réseaux. Microsoft commencera à tester la fonction avec les entreprises ayant exprimé leur intérêt au début de l'année suivante.
Le 26 octobre 2016, Microsoft organise une conférence autour de Windows 10 tout en annonçant une nouvelle mise à jour du nom de code Redstone 2, qui s'appelle « Creators Update » (version 1703, build 15063), qui sera déployée en avril 2017. Celui-ci met en avant la 3D, permet de créer des objets en 3D et d'interagir facilement grâce à la réalité virtuelle et augmentée. Autre nouveauté, le logiciel Paint 3D qui permet de créer directement des objets et scènes 3D, cela conjointement avec d'autres logiciels Microsoft dont PowerPoint qui intègre dynamiquement les objets 3D et les anime dans les présentations. Ces contenus 3D sont disponibles aussi sur le casque de réalité virtuelle Microsoft Hololens.
Avec la mise à jour Creators Update largement consacrée à la 3D mais également à la réalité virtuelle, Microsoft annonce l'arrivée des casques de réalité virtuelle dans Windows 10, et signale qu'il n'exige pas une configuration de PC puissante pour faire fonctionner ces technologies. Une application est présente en test depuis la dernière pré-version de Windows 10, elle se nomme « Windows Holographic First Run » et permet de vérifier la compatibilité de sa machine avec le système de réalité virtuelle prévu par l'éditeur pour son OS.
Microsoft travaillerait sur un nouvel environnement graphique, comparable à l’arrivée de l’interface Metro sur Windows 8 avec le nom de projet NEON. Peu d'informations sont dites sur ce projet mais on sait que l'accent sera mis sur les transitions, les animations, la réalité virtuelle et les interfaces VR prévues pour les nouveaux appareils de Microsoft, le casque Hololens. Ce nouveau projet ne devrait pas apporter une révolution majeure de l’interface mais l'éditeur dit corriger les défauts et les incohérences de sa charte graphique afin de la rendre mieux adaptée à l’écosystème Windows 10. Cette nouvelle interface devrait voir le jour en 2017 à l’occasion du lancement de la mise à jour Redstone 3 prévu en automne 2017. Elle sera d’abord réservée aux applications Microsoft, puis aux développeurs tiers à partir de la mise à jour Redstone 4 prévue pour l'année 2018.
Microsoft a annoncé que dans la mise à jour Creators Update, l'exécution de Flash Player est bloquée sur son navigateur Microsoft Edge, du fait des nombreuses failles de sécurité présentes dans le plug-in d'Adobe. L'éditeur indique que ce blocage par défaut permet d'économiser la batterie, de rendre plus facile le chargement des pages et d'améliorer la sécurité du navigateur.
À l'occasion de l'IFA 2017, l'entreprise asiatique Lenovo a malencontreusement annoncé la date de la prochaine mise à jour du nom de code Redstone 3. Obligé d'annoncer l'officialisation de la date, Microsoft dévoile son calendrier en affirmant que la mise à jour « Fall Creators Update » (build 16299, version 1709) sortira le 17 octobre 2017 par vagues, c'est-à-dire un déploiement progressif. Par ailleurs, l'entreprise décide de modifier son calendrier de mises à jour en annonçant que chaque année, deux mises à jour importantes de Windows 10 seront diffusées (en mars et en septembre pour une version RTM et un mois plus tard pour le public),
Initialement prévue le 10 avril 2018, la mise à jour « Spring Creators Update », connue sous le nom de code Redstone 4 et de sa build 17133, est finalement reportée en raison de plantages pouvant causer des écrans bleus de la mort sur certains ordinateurs. Par conséquent, Microsoft a déployé une nouvelle build (17134) afin de corriger ce problème. Le 27 avril 2018, Microsoft annonce que la mise à jour Redstone 4 (version 1803) sera finalement disponible le 30 avril 2018 (soit par une installation manuelle via l'assistant de mise à jour, soit par l'outil Media Creation Tool) et déployée de façon progressive, en priorité sur les ordinateurs les plus récents, puis en fonction des différentes configurations  via Windows Update, à partir du 8 mai 2018. Par ailleurs, celle-ci change de nom pour passer de « Spring Creators Update » à « April 2018 Update ». Cette mise à jour offre aux utilisateurs de nombreuses nouveautés majeures comme la Timeline (initialement prévue pour la mise à jour 1709 « Fall Creators Update » mais reportée à la dernière minute par Microsoft), un historique des actions, des nouveautés pour le navigateur Microsoft Edge ou encore le partage de proximité en Bluetooth,.
Windows 10 a été intégré au sein de l'offre Microsoft 365 lancée en septembre 2017 et qui sera déployée en 2020. Cette solution inclut aussi Office 365 et Enterprise Mobility + Security. Elle est destinée aux entreprises ou au domaine de l'éducation favorisant l'aspect collaboratif dans un espace sécurisé.
Au mois de novembre 2018, Microsoft annonce Windows 10 1809 « October 2018 Update » (Redstone 5, build 17763) avec de nombreuses nouveautés, comme une nouvelle application « Votre téléphone » pour accéder aux messages, photos et vidéos d'un téléphone iOS ou Android, un thème sombre pour l'explorateur de fichiers, un presse-papiers amélioré, un nouvel outil de capture d'écran, la possibilité d'agrandir ou de réduire le texte affiché, la reconnaissance de l'écriture, le clavier SwiftKey, une fonction recherche pour le Bloc-Notes, la possibilité de renommer des groupes de tuiles dans le Menu Démarrer et de nombreuses nouveautés pour le navigateur Edge.
Cette mise à jour a causé de nombreux problèmes, notamment des incompatibilités de certains pilotes matériels, et de suppression non-désirée de certains fichiers, un bug qui a été causé par la redirection des fichiers de OneDrive. Devant la gravité de la situation, Microsoft a dû retirer temporairement des serveurs la mise à jour, et a invité par la même occasion les utilisateurs touchés à contacter l'assistance technique. Pour les médias comme pour les utilisateurs, la version 1809 est considérée comme la pire mise à niveau de l'histoire de Windows 10, et certains évoquent même « un nouveau » Windows Vista, qui souffrait de nombreux problèmes dus à sa sortie précipitée en janvier 2007.
Depuis le 9 avril 2019, il n'est plus nécessaire d'éjecter une clé USB avant de la retirer de l'ordinateur.
À partir de 2019, Microsoft décide de revoir le développement de Windows 10 en annonçant trois changements :
- le calendrier des mises à jour a été revu : est conservé le concept des deux mises à jour de fonctionnalités par an, qui seront complétées par une mise à jour majeure en début d'année (généralement aux mois d'avril-mai), suivie par des mises à jour de fonctionnalités aux alentours d'octobre-novembre de chaque année, qui seront mineures et apporteront de nombreuses corrections de bugs et des optimisations du système ;
- un nouveau protocole de tests a été instauré pour les membres du programme Windows Insider, afin de réduire le nombre d'instabilités présentes sur chaque nouvelle version de Windows 10 avant une sortie en version finale pour le public ;
- l'appellation Redstone en tant que nom de code de mise à jour de Windows 10 (qui était jusqu'à présent utilisée sur toutes les mises à jour du système depuis l'Anniversary Update) fait place à une nouvelle nomenclature qui définit désormais l'année et le numéro de la mise à jour mensuelle. Cette nouvelle nomenclature est adoptée sur toutes les nouvelles versions de Windows 10, en commençant par la version 19H1 « May 2019 update » (mise à jour de mai 2019, build 18362, version 1903)[148], puis la version 19H2 « November 2019 update » (mise à jour de novembre 2019, build 18363, version 1909)[149].

La première mise à jour apporte un thème clair, un menu démarrer amélioré, la séparation de Cortana et du champ de recherche ainsi qu'une nouvelle icône de réseau non connecté sur la barre des tâches, une nouvelle réglette pour la luminosité sur les ordinateurs portables ainsi qu'une personnalisation améliorée du centre de notifications. Sur cette mise à jour de mai, le bac à sable Windows (réservé aux éditions Pro et Entreprise du système) permet de lancer une application au sein d'un autre environnement Windows 10 isolé. Les paramètres de connexion au compte ont également été revus (avec l'ajout de la connexion Windows Hello avec une clé de sécurité physique), ainsi que d'autres nouveautés disponibles : un contrôle plus poussé des mises à jour du système via le Windows Update, une réinitialisation du code confidentiel dès l'ouverture de session, l'ajout de polices est amélioré, l'assistant de réinitialisation du système a été revu avec la possibilité de réinitialiser son ordinateur en y installant une nouvelle version récente de Windows 10, et de nouvelles fonctionnalités de sécurité contre les falsifications sont activées dans l'antivirus intégré (Windows Defender).
Sur la mise à jour de novembre 2019, Microsoft s'est concentré sur des améliorations et des correctifs, en apportant quelques nouveautés mineures comme l'ajout rapide d'événements de calendrier à partir de la barre des tâches, une meilleure gestion des notifications par le système, l'intégration de OneDrive dans l'espace de recherche de l'Explorateur de fichiers, et la possibilité d'utiliser des logiciels d'accessibilité ainsi des assistants vocaux autres que Cortana sur l'écran de verrouillage. Cette mise à jour a été déployée, en même temps que le traditionnel Patch Tuesday, c'est-à-dire le mardi 12 novembre 2019 sous la forme « facultative » pour les utilisateurs de la version 1903, et obligatoire pour les utilisateurs des versions antérieures (notamment la version 1803 qui est arrivée en fin de vie à cette même date).
C'est également sur cette même année 2019 que Microsoft revoit à nouveau 
En 2020, Microsoft a atteint le milliard d'appareils tournant sous Windows 10, en comptant les PC fixes, les PC portables, les consoles Xbox One, les casques Hololens et la gamme Surface de Microsoft. C'est également cette année que la firme déploie la mise à jour de mai 2020 pour Windows 10 (20H1, « May 2020 update », build 19041, version 2004). Cette mise à jour se concentre sur l'amélioration du sous-système pour Linux (WSL2) et du moteur de recherche de l'explorateur de fichiers, le renommage des bureaux virtuels, des changements pour la barre des jeux, le gestionnaire de tâches ou encore les paramètres. Les notifications ont également été améliorées, la réinitialisation du PC à travers le cloud est possible. Également, le mode sans mots de passe pour les comptes Microsoft fait son apparition sur le système, et de nombreux changements comme une nouvelle gestion du Bluetooth, et les installateurs MSIX sont déployés. Cette mise à jour touche aussi à la sécurité et aux performances du système qui sont tous les deux améliorés avec un nouveau mécanisme d'indexation des fichiers optimisé, et une option de protection fondée sur la réputation, qui s'attaquera aux applications potentiellement indésirables (PUA ou « Potentially unwanted applications »). Le support de l'amélioration des rendus en ray tracing, du variable rate shading, et une meilleure gestion du multi-écran est également prise en charge pour les jeux vidéo grâce à la nouvelle API DirectX 12 Ultimate. De plus, Cortana devient disponible via une application séparée du système (disponible sur le Microsoft Store), même si son icône reste toujours visible dans la barre des tâches.
La mise à jour d'octobre 2020 de Windows 10 (20H2, « October 2020 Update », build 19042) apporte essentiellement des correctifs visant à stabiliser le système, le tout en y ajoutant quelques nouveautés. L'interface du système fut légèrement revue : le menu Démarrer voit ses icônes remaniées et ses tuiles devenir transparentes, tandis que l'apparence des notifications du système a été mise à jour. La barre des tâches propose désormais une icône Votre téléphone (pour les utilisateurs ayant connecté un téléphone Android au PC) et Xbox (pour les joueurs des consoles Xbox One et Series), uniquement après la réinitialisation du PC ou pour les nouveaux comptes et PC disposant de la mise à jour. Le navigateur Microsoft Edge sous base Chromium est dorénavant proposé par défaut et automatiquement pour les utilisateurs. Comme pour la mise à jour de novembre 2019, Microsoft a choisi un déploiement sous forme facultative pour les utilisateurs de la version 2004, et obligatoire pour les versions arrivant au terme de leur support logiciel (comme la 1903 qui a vu son support s'arrêter en décembre 2020), à la seule différence que cette mise à jour a été déployée le 20 octobre 2020, en dehors du Patch Tuesday habituel.
Le cycle de mise à jour de Windows 10 évolue légèrement en 2021, avec une mise à jour mineure au printemps 2021 et une version majeure cet automne : ce changement exceptionnel était dû au développement de Windows 10 X avant que celui-ci soit annulé. La mise à jour de mai 2021 (21H1, « May 2021 Update », build 19043) comporte, à l'instar de 20H2, des correctifs de bugs et des améliorations de la sécurité du système tout en apportant quelques nouveautés. Initialement prévu pour Windows 11, le widget d'actualités et météo est maintenant disponible sur la barre des tâches pour les ordinateurs sous les versions 21H1, 20H2, 2004 et 1909 de Windows 10. Il est désormais possible d'utiliser Windows Hello avec plusieurs caméras compatibles, tout en y laissant le choix pour l'utilisateur d'utiliser une caméra externe par défaut. Le reste des nouveautés concerne la sécurité (avec des optimisations des performances pour Windows Defender Application Guard), et les entreprises, avec des améliorations pour Windows Management Instrumentation (WMI) et le service de stratégie de groupe (GPSVC). La mise à jour est mineure pour les versions 2004 et 20H2, et majeure pour les versions antérieures de Windows 10. Comme pour la version 20H2, Microsoft a opté pour un déploiement en dehors du Patch Tuesday, le 18 mai 2021.
Avec la sortie de Windows 11 le 5 octobre 2021, Microsoft a annoncé que Windows 10 ne profiterait plus que d'une mise à jour majeure par an comme pour Windows 11. Cela veut dire qu'aucune mise à jour de type "h1 " (1ère partie de l'année) ne sera proposée. Pour rappel, Microsoft prend en charge Windows 10 jusqu'en 2025 mais cette date peut être repoussée en cas de changement de calendrier.
En avril 2023, Microsoft annonce que la version 22H2 sera la dernière mise à jour majeure et incite les utilisateurs à passer sur Windows 11. Microsoft annonce aussi que dorénavant, Windows 10 ne fera l'objet que de mises à jour de sécurité jusqu'à la fin de son support officiel, le 14 octobre 2025.

## Réception

### Critiques de la politique de Microsoft

#### Collecte des données personnelles et confidentialité
En juillet 2015, la Free Software Foundation a publié un communiqué pointant les risques que fait peser Windows 10 sur la vie privée, et appelant à rejeter Windows 10 en faveur des systèmes d’exploitation libres. Le site web francophone Numerama, soucieux de ces sujets, relaye ce communiqué parmi ses actualités. Ce même site publie le 29 juillet 2015 des captures d'écran des nombreux réglages (activés d'origine) dédiés à la collecte des informations et données des utilisateurs de Windows 10.
En août 2015, le site web d'actualités informatiques www.generation-nt.com publie un dossier détaillant les multiples composants de Windows qui utilisent les données personnelles ; il rappelle que « l'OS de Microsoft affiche clairement la couleur : il souhaite récupérer des informations sur ses utilisateurs », compromettant leur confidentialité.
En août 2015, en France, la Commission nationale de l'informatique et des libertés (CNIL) publie une fiche pratique indiquant des réglages qui permettent de limiter la communication d'informations vers Microsoft et ses partenaires.
En Suisse, le préposé fédéral suppléant à la protection des données Jean-Philippe Walter a lancé en août 2015 une procédure d'éclaircissement concernant le système Windows 10, à la suite de l'interpellation du Parti pirate qui reproche au programme informatique de saisir et partager automatiquement des informations de ses utilisateurs avec les éditeurs de logiciels. Ceux-ci les transmettraient plus loin, entre autres à des publicitaires. Jean-Philippe Walter déclare que le service chargé de la protection des données est disposé à aller jusqu'au Tribunal fédéral s'il le faut, pour préserver la sphère privée des citoyens. La Suisse dispose d'une loi fédérale sur la protection des données (LPD) et d'une ordonnance relative à la loi fédérale sur la protection des données (OLPD).
Fin septembre 2015, sur le blog Microsoft Windows, un billet de Terry Myerson est publié, qui affirme que Windows 10 ne collecte pas de données personnelles, ni le contenu des fichiers, que ces collectes sont faites pour le bénéfice des utilisateurs (exemple : pour la résolution des bugs), et que « contrairement à d’autres plates-formes, peu importe les options de confidentialité que vous choisissez, ni Windows 10 ni tout autre logiciel Microsoft n’analysent le contenu de vos e-mails, d’autres communications, ou vos fichiers, afin de vous offrir de la publicité ciblée ».
Il est toujours possible pour ceux qui connaissent comment Windows 10 fonctionne de désactiver ces paramètres via la nouvelle application des Paramètres accessible via le Menu Démarrer, puis sélectionner le menu « confidentialité ».
Cependant, certaines options ne sont pas toutes présentes si on ne dispose pas de l'Édition Entreprise.
Fin juin 2016, la CNIL met en demeure Microsoft et lui donne trois mois pour se mettre en conformité avec la loi Informatique et Libertés. Elle met en cause une collecte abusive de données avec son système de télémétrie, le code PIN qui peut être saisi sans aucune limitation, le transfert des données des serveurs vers les États-Unis et un ciblage publicitaire sans l'autorisation de l'utilisateur. Au-delà de ces trois mois, Microsoft devra payer une amende qui peut aller jusqu'à 150 000 €.
En avril 2017, Microsoft fournit les détails des types de données collectés via son système d'exploitation Windows 10. Un mois plus tard, la CNIL retire sa plainte contre Microsoft, jugeant que Windows 10 est en conformité avec la loi Informatique et Libertés.

#### Navigateurs web
En août 2015, l'éditeur de Mozilla Firefox déclare son mécontentement de constater que lors de la mise à jour d'un précédent système d'exploitation vers Windows 10, le paramétrage de navigateur préféré de l'utilisateur est changé pour celui de Microsoft : Edge, ce réglage étant plus compliqué à modifier qu'avec les précédents Windows,.
En septembre 2015, 01net.com rapporte « Windows 10 : Microsoft tente de détourner les utilisateurs de Chrome et Firefox ». En effet, lors de la première utilisation de Bing, un lien à l'esthétique inquiétante apparaît en haut de la page web : « Microsoft recommande Edge pour Windows 10 », dirigeant l'utilisateur vers la page de téléchargement de Microsoft Edge. Pour les internautes, cela représente la guerre des navigateurs.
Depuis le 20 juin 2016, sur les ordinateurs portables, Windows 10 laisse une notification aux utilisateurs de Chrome comme quoi Edge serait moins gourmand sur l'énergie de la batterie.
En janvier 2017, le fondateur du navigateur web Vivaldi déclare son mécontentement, car Windows 10 change le navigateur par défaut vers Edge, lors de mises à jour de Windows 10. Il termine son article en écrivant à Microsoft : « Arrêtez de voler le navigateur par défaut, acceptez le choix de l'utilisateur et rivalisez sur les mérites. »
En février 2020, à l'occasion de la sortie de la nouvelle version de Microsoft Edge, Microsoft profite de celle-ci pour afficher des pubs mettant en valeur le nouveau navigateur, que ce soit via le menu Démarrer ou la barre de recherche du système.
En septembre 2020, la presse spécialisée titre : « Microsoft explique pourquoi il est toujours impossible de désinstaller son navigateur Edge ». Un mois plus tard, Microsoft décide d'installer la nouvelle version en tant que navigateur Web par défaut sur les machines exécutant la version 20H2 (octobre 2020) du système.
En novembre 2020, Microsoft décide d'aller encore plus loin dans l'adoption de son navigateur Edge Chromium en y affichant des publicités en plein écran pour les utilisateurs.

#### Report sur les utilisateurs de la charge réseau de distribution des mises à jour
Pour la première fois, Windows utilise les ordinateurs des utilisateurs pour distribuer une partie des mises à jour de Windows 10, Microsoft s'économisant ainsi des frais de bande passante. Si cette technique (partage de fichiers en pair à pair) est équitable dans le cas d'un réseau local d'entreprise, parce qu'évitant ainsi à chacun des ordinateurs de devoir télécharger les mises à jour via Internet (avec pour conséquence de réduire le débit utilisable par les autres utilisateurs du réseau local), elle peut poser problème concernant des ordinateurs personnels, car il sert de serveur de distribution sans autre contrepartie que de « télécharger plus vite » les mises à jour ; c'est ainsi que des utilisateurs dont le trafic est restreint se sont vus appliquer des frais supplémentaires par leur fournisseur d'accès à Internet.